# Devious Maids - Panni sporchi a Beverly Hills
Devious Maids (in Italia conosciuta anche come Devious Maids – Panni Sporchi a Beverly Hills) è una serie televisiva statunitense ideata da Eva Longoria e Marc Cherry, già creatore di Desperate Housewives, per la rete televisiva Lifetime. Il tono e lo stile combinano elementi di dramma, commedia, giallo, satira, e soap opera.
La serie ha debuttato negli Stati Uniti il 23 giugno 2013, mentre l'episodio pilota era stato pubblicato online già il precedente 9 giugno. In Italia, la prima stagione ha debuttato su Fox Life, il 9 ottobre 2013, dalla seconda stagione è stata invece trasmessa dal canale Comedy Central, dove è stata replicata la prima stagione e sono proseguite tutte le successive in esclusiva.

## Trama
La trama è incentrata sulla vita di alcune domestiche latine, che lavorano nelle case delle persone più ricche di Beverly Hills: enormi ville da pulire e spolverare, datori di lavoro da servire e riverire, tanti segreti da nascondere e altrettanti da scoprire.

### Prima stagione
Dopo che Flora, la domestica dei Powell, viene uccisa, arriva Marisol Suarez, che si finge una domestica per indagare su ciò che è successo, poiché è in realtà la madre del giovane ragazzo incastrato per l'omicidio. Marisol farà tutto il possibile per riuscire a scagionarlo e a trovare il vero colpevole, che potrebbe essere chiunque. Qui conosce, e stringe un legame con altre domestiche della città.
- Marisol inizia a lavorare per Michael Stappord, un avvocato di successo, e per la sua giovane moglie Taylor, una donna insicura. Per indagare meglio sull'omicidio che vede suo figlio accusato, Marisol decide di lavorare anche da Evelyn e Adrian Powell. Qui è dove lavorava Flora prima di essere assassinata. I Powell sono decisamente una coppia bizzarra, strana e inquietante, entrambi accomunati da una dose di sarcasmo e umorismo nero.
- Rosie fa la domestica da Peri e Spence Westmore, due attori famosi, che hanno anche un bambino piccolo.
- Con un doppio fine, Carmen Luna lavora, insieme a Odessa e Sam, per Alejandro Rubio, una star della musica.
- Zoila Diaz e sua figlia Valentina lavorano per Genevieve Delatour, una donna divorziata, ingenua e vanitosa, legata particolarmente a Zoila; e per suo figlio Remi, di cui Valentina è segretamente innamorata.

### Seconda stagione
Marisol si fidanza con il misterioso Nicholas Deering, ma questi nasconde un terribile segreto insieme alla sua domestica Opal, una donna misteriosa e angosciante. Rosie prova a risolvere i suoi problemi con la Green Card e inizia a lavorare per una famiglia disfunzionale. Carmen e Alejandro vivono il loro fidanzamento, ma non tutto potrebbe andare come previsto. Zoila ignora che Valentina sia tornata dall'Africa. Nello stesso momento, una banda di rapinatori si aggira per Beverly Hills, rubando ai ricchi per dare ai poveri, iniziando dai Powell.

### Terza stagione
Dopo la sparatoria durante il matrimonio, alcune vite sono cambiate per sempre. Taylor e Michael Stappord tornano a Beverly Hills con una bambina, Katy, ma sembrano nascondere qualcosa di losco. Quando Blanca, la loro nuova domestica, si trasferisce in casa, si ritrova davanti ad una scena raccapricciante e macabra, ed Evelyn trova una gamba mozzata nel suo giardino. Nel frattempo Carmen continua la sua relazione con Sebastien, ed inizia un nuovo lavoro, mentre Zoila nasconde a tutti la sua gravidanza, e Marisol apre un'agenzia di collocamento per domestiche. Intanto Ernesto, il primo marito di Rosie, arriva in città.

### Quarta stagione
Sei mesi dopo l'esplosione, Marisol supporta Evelyn a causa di un grande cambiamento nella sua vita. Nel frattempo, Rosie inizia a lavorare per Genevieve, che deve abituarsi a vivere senza il sincero sarcasmo di Zoila. Carmen continua a sognare di diventare una cantante, ma le cose si scuotono quando in città arriva sua cugina Daniela. Intanto, Marisol comincia a realizzare il film tratto dal suo libro, e inizia a frequentare Peter, capo di uno studio cinematografico; ma quando scopre che Jesse è ancora a Beverly Hills, la situazione si complica. Nello stesso tempo, qualcuno muore inaspettatamente in circostanze misteriose, sconvolgendo alcune vite.

## Episodi
| Stagione         | Episodi | Prima TV originale | Prima TV Italia |
| ---------------- | ------- | ------------------ | --------------- |
| Prima stagione   | 13      | 2013               | 2013            |
| Seconda stagione | 13      | 2014               | 2015            |
| Terza stagione   | 13      | 2015               | 2015            |
| Quarta stagione  | 10      | 2016               | 2016-2017       |

## Personaggi e interpreti

### Personaggi principali
- Marisol Suarez (stagioni 1-4), interpretata da Ana Ortiz, doppiata da Monica Ward.

Marisol è una professoressa universitaria che, durante la prima stagione, inizia a fingersi una domestica per scagionare suo figlio Eddie dall'accusa di omicidio. Eddie è stato adottato, in quanto Marisol è sterile. È divorziata dal suo primo marito. Marisol è una donna forte, intelligente, furba e curiosa.
- Rosie Falta (stagioni 1-4), interpretata da Dania Ramírez, doppiata da Ilaria Latini.

Dopo aver ricevuto la notizia della morte di suo marito Ernesto, Rosie è costretta a lasciare suo figlio in Messico, per trasferirsi a Beverly Hills e iniziare a lavorare come cameriera. È la più gentile del gruppo, è romantica, dolce, ingenua e a volte permalosa.
- Carmen Luna (stagioni 1-4), interpretata da Roselyn Sánchez, doppiata da Stella Musy.

Dopo molti anni di matrimonio, Carmen lascia suo marito per dedicarsi alla sua carriera. Il suo sogno è infatti quello di diventare una cantante famosa. Inizia così a lavorare, con un doppio fine, come domestica di Alejandro Rubio, una star della musica, per provare a farsi aiutare a realizzare il suo sogno. Carmen è uno spirito libero, una donna ambiziosa, estroversa, simpatica, e anche se a volte può sembrare un po' egoista, alla fine si dimostra sempre generosa.
- Zoila Diaz (stagioni 1-4), interpretata da Judy Reyes, doppiata da Laura Romano.

Zoila è la più grande del gruppo. Lavora da tantissimo tempo a casa di Genevieve Delatour, con la quale ha instaurato un forte legame. È sposata ed ha una figlia, Valentina, che lavora anche lei come domestica. Zoila è una donna determinata, volitiva, e spesso dalla personalità dominante. È anche sarcastica, ha sempre la battuta pronta.
- Valentina Diaz (stagioni 1-3), interpretata da Edy Ganem, doppiata da Alessia Amendola.

Valentina ha diciannove anni, è la figlia di Zoila, e lavora anche lei come domestica. Svolge questo lavoro per iscriversi ad una accademia di moda. È la classica ragazza della porta accanto, una ragazza dai sani principi, ma a volte un po' infantile.

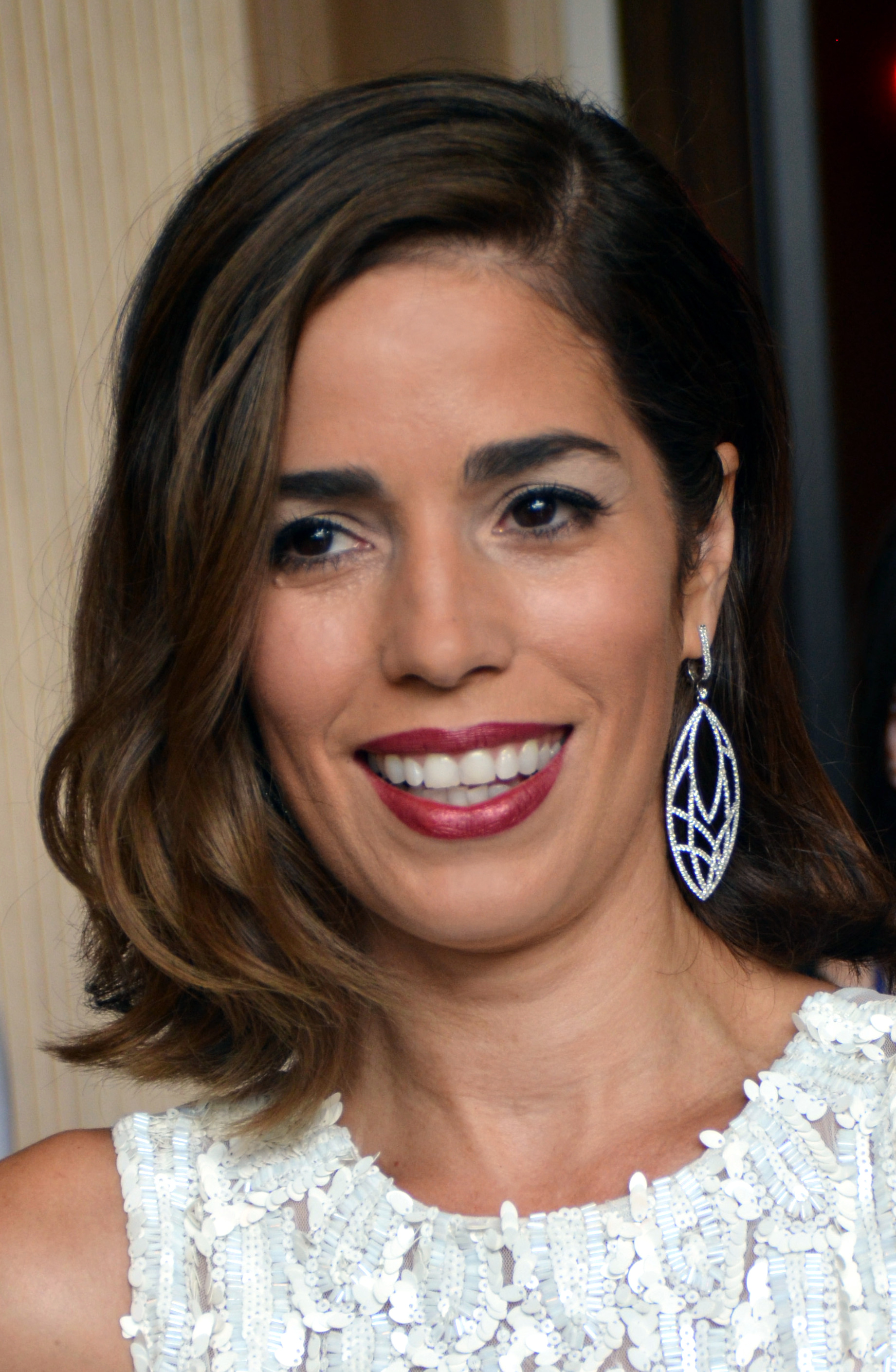
Ana Ortiz interpreta Marisol
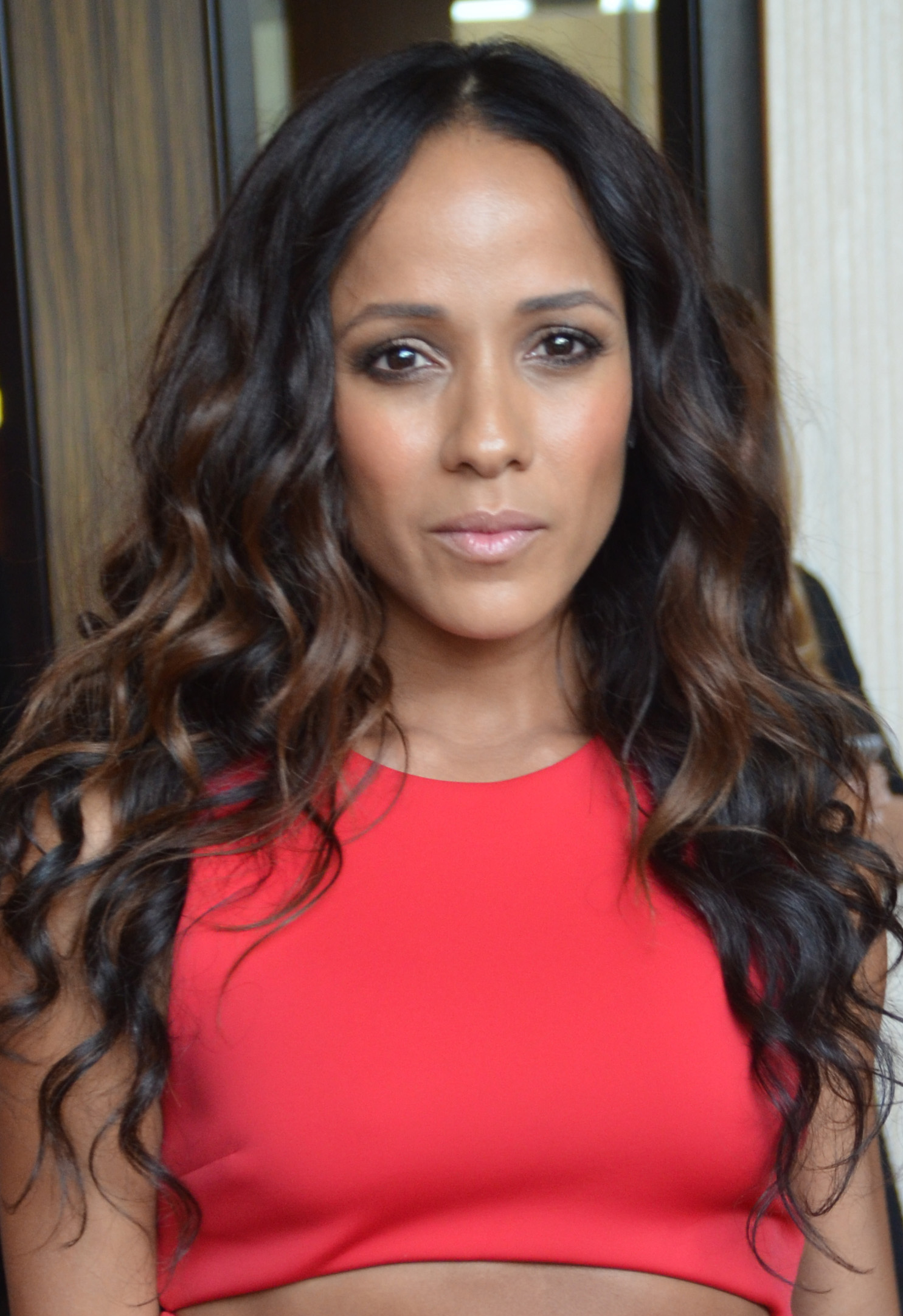
Dania Ramírez interpreta Rosie
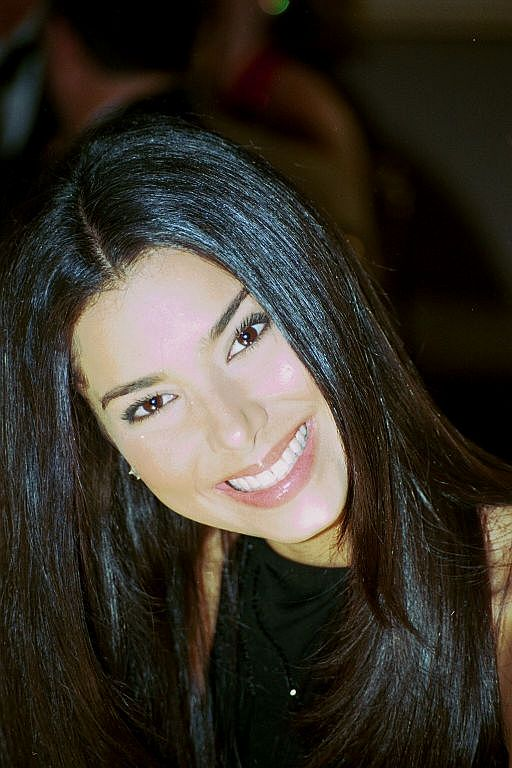
Roselyn Sánchez interpreta Carmen
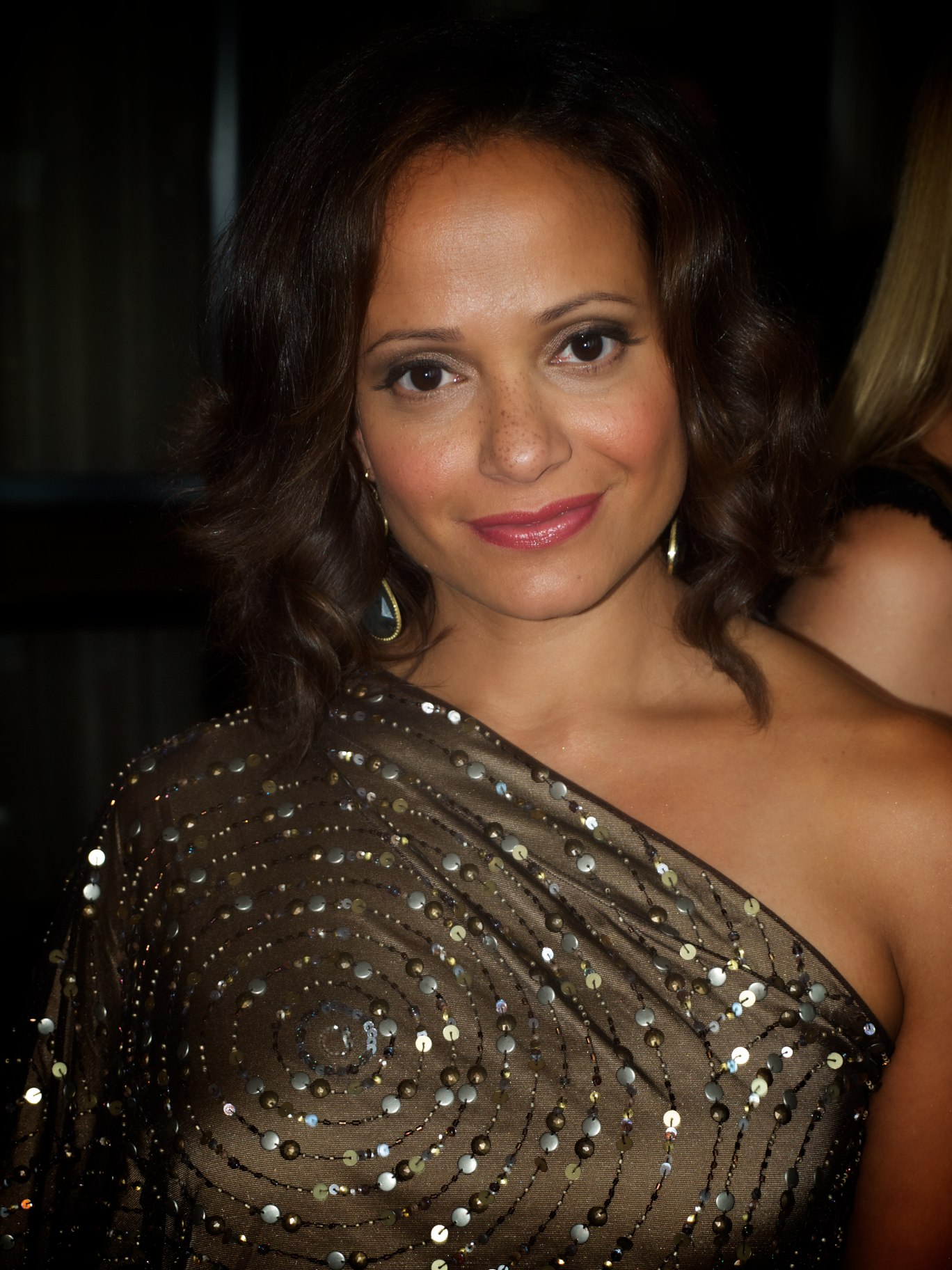
Judy Reyes interpreta Zoila
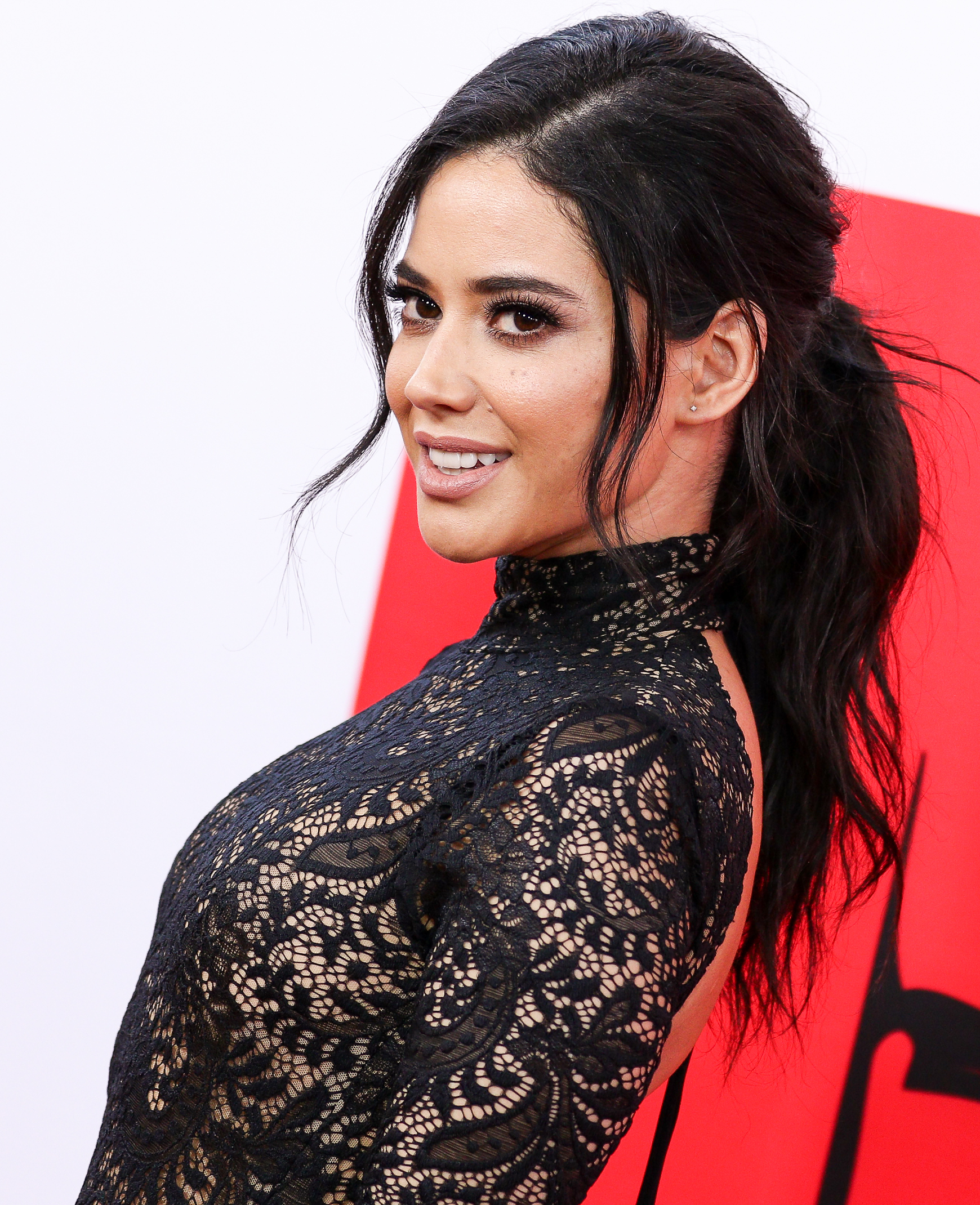
Edy Ganem interpreta Valentina

### Comprimari
- Evelyn Powell (stagioni 1-4), interpretata da Rebecca Wisocky, doppiata da Cristiana Lionello.
- Adrian Powell (stagioni 1-4), interpretato da Tom Irwin, doppiato da Gino La Monica.
- Genevieve Delatour/Eunice Mudge (stagioni 1-4), interpretata da Susan Lucci, doppiata da Melina Martello.
- Spence Westmore (stagioni 1-4), interpretato da Grant Show, doppiato da Alessio Cigliano.
- Peri Westmore (stagioni 1-4), interpretata da Mariana Klaveno, doppiata da Federica De Bortoli.
- Remi Delatour (stagioni 1-3), interpretato da Drew Van Acker, doppiato da Daniele Giuliani.
- Taylor Stappord (stagioni 1-3), interpretata da Brianna Brown, doppiata da Ilaria Stagni.
- Michael Stappord (stagioni 1 e 3), interpretato da Brett Cullen, doppiato da Mario Cordova.
- Sam Alexander (stagione 1), interpretato da Wolé Parks, doppiato da Fabrizio Vidale.
- Nicholas Deering (stagione 2), interpretato da Mark Deklin, doppiato da Francesco Prando.
- Opal Sinclair (stagione 2), interpretata da Joanna P. Adler, doppiata da Roberta Pellini.
- Ethan Sinclair (stagione 2), interpretato da Colin Woodell, doppiato da Lorenzo De Angelis.
- Tony Bishara (stagione 2), interpretato da Dominic Adams doppiato da Giorgio Borghetti.
- Sebastien Dussault (stagioni 2-3), interpretato da Gilles Marini, doppiato da Fabio Boccanera.
- Ernesto Falta (stagione 3), interpretato da Cristián de la Fuente, doppiato da Alessandro Budroni.
- Jesse Morgan (stagioni 3-4), interpretato da Nathan Owens, doppiato da Andrea Mete.
- Daniela Mercado (stagione 4), interpretata da Sol Rodríguez, doppiata da Valentina Favazza.

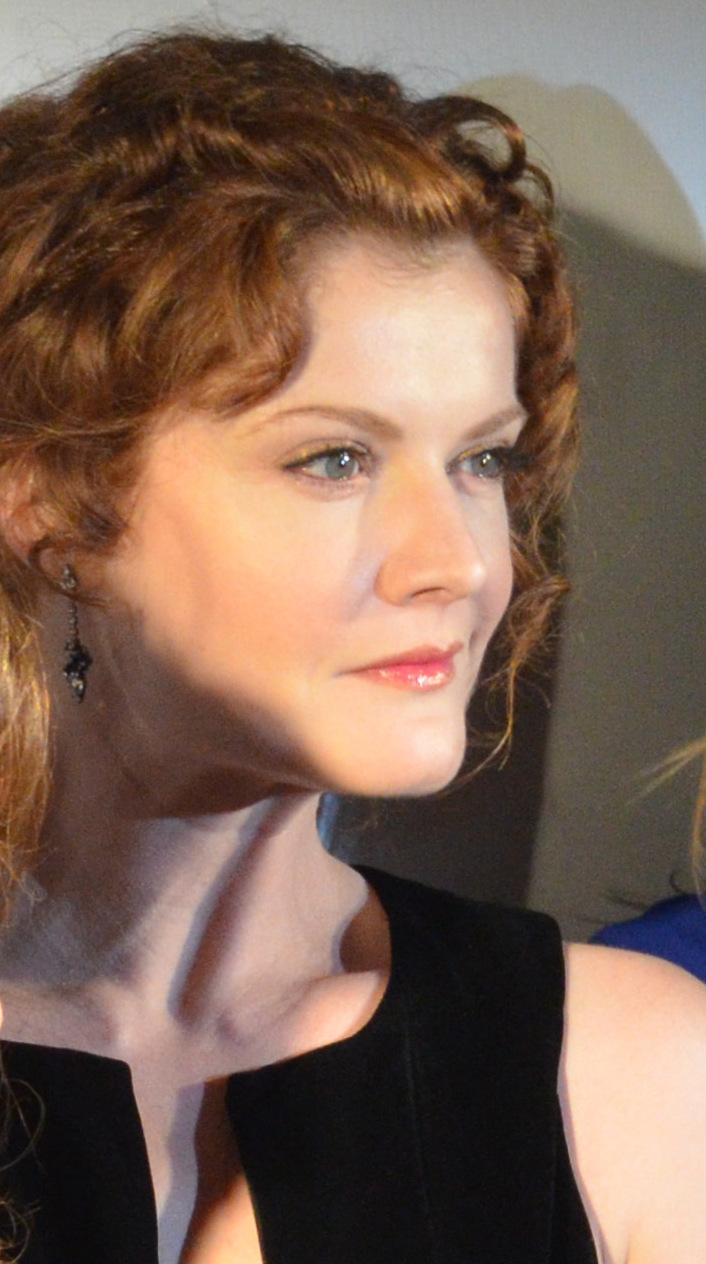
Rebecca Wisocky interpreta Evelyn Powell
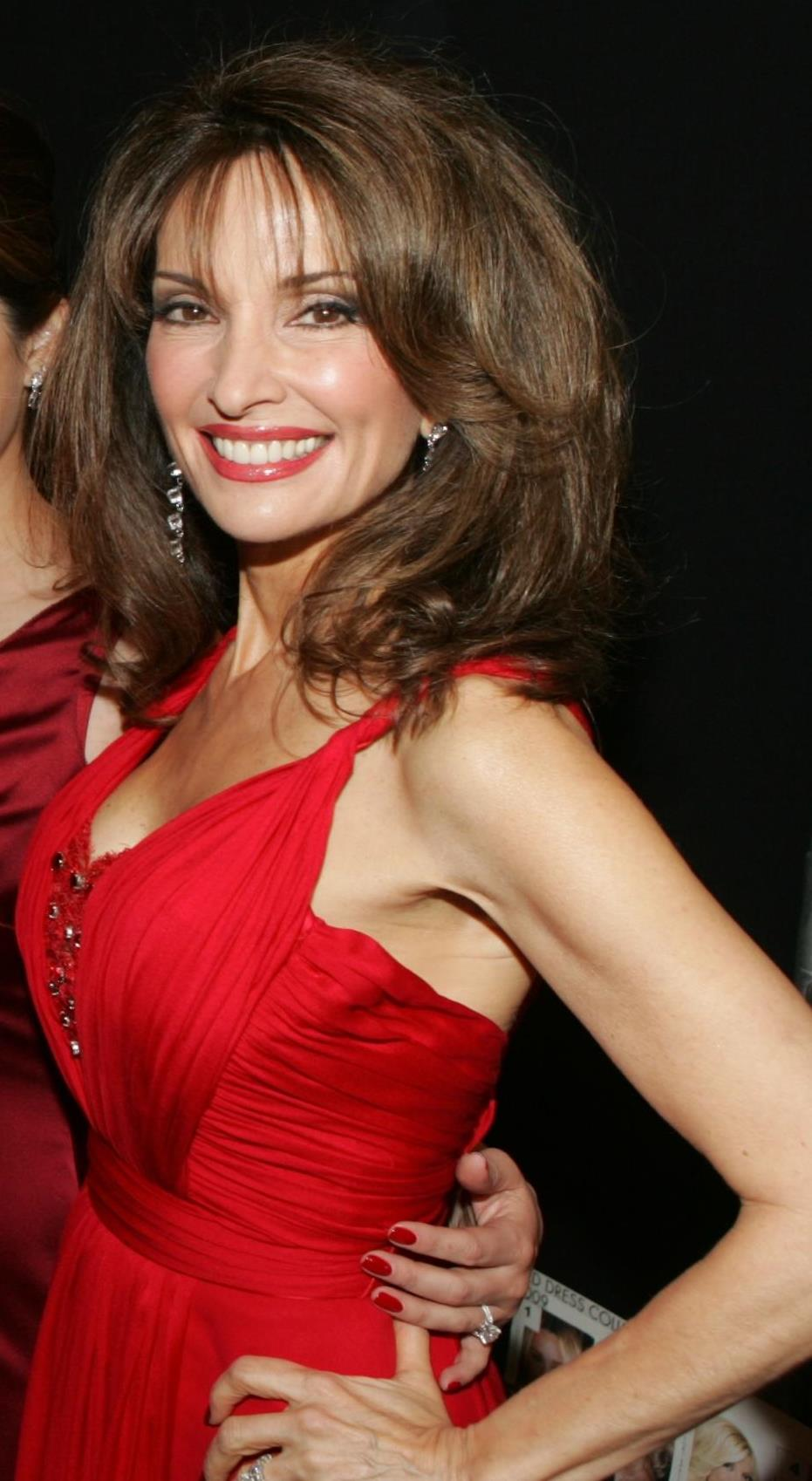
Susan Lucci interpreta Genevieve Delatour
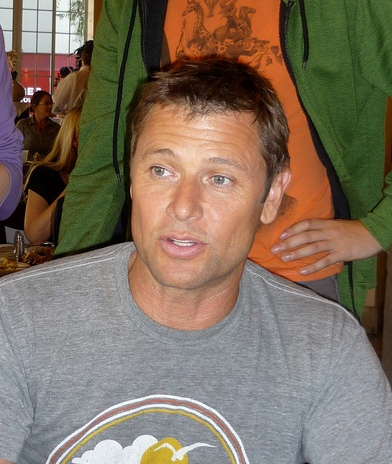
Grant Show interpreta Spence Westmore
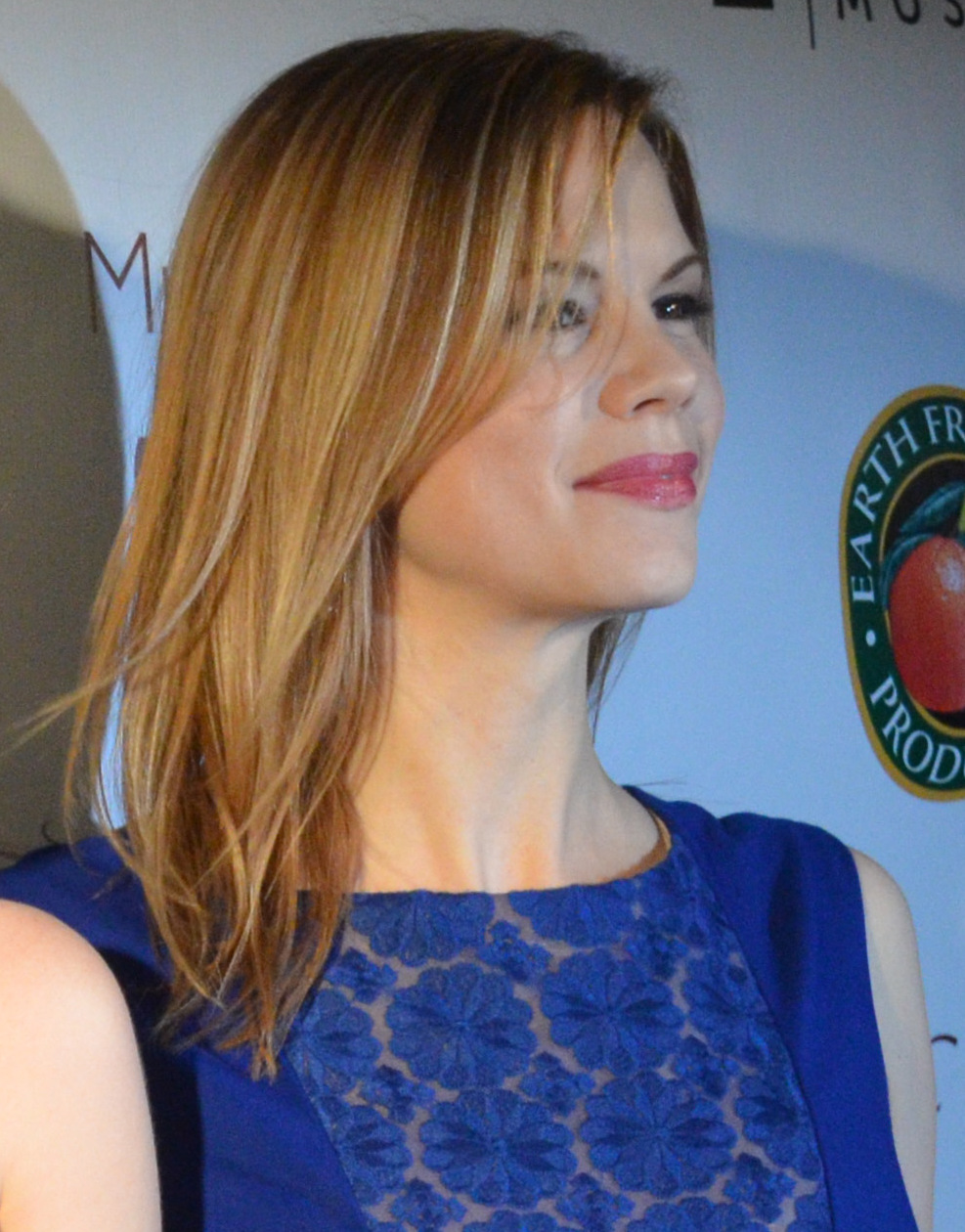
Mariana Klaveno interpreta Peri Westmore
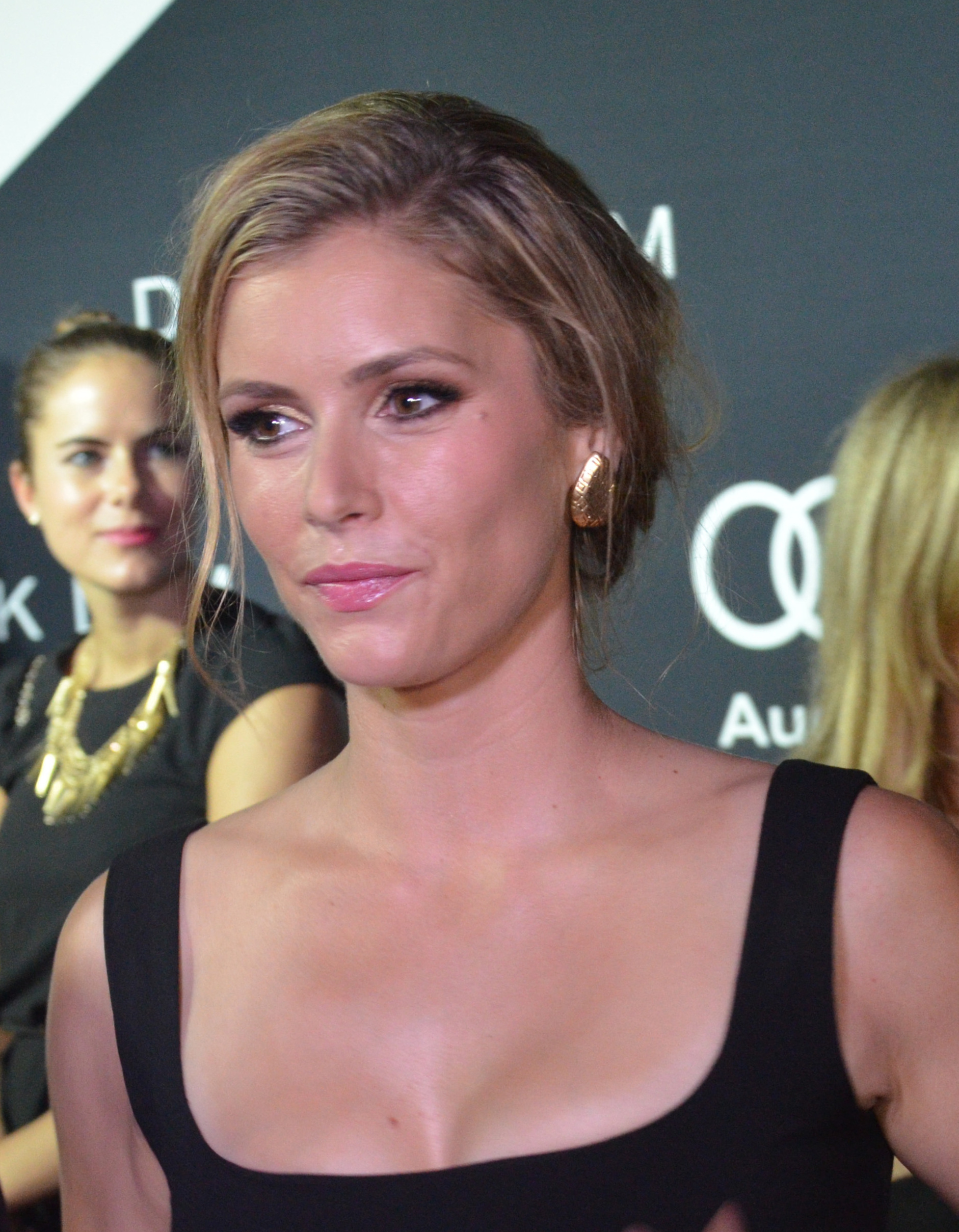
Brianna Brown interpreta Taylor Stappord
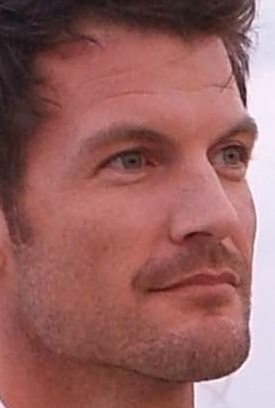
Mark Deklin interpreta Nicholas Deering
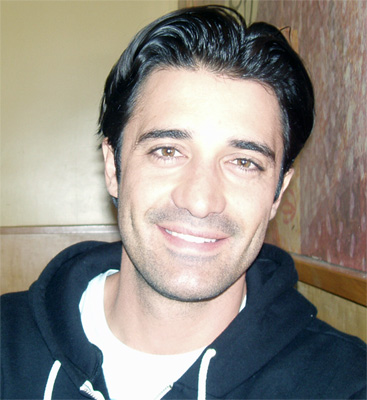
Gilles Marini interpreta Sebastien Dussault
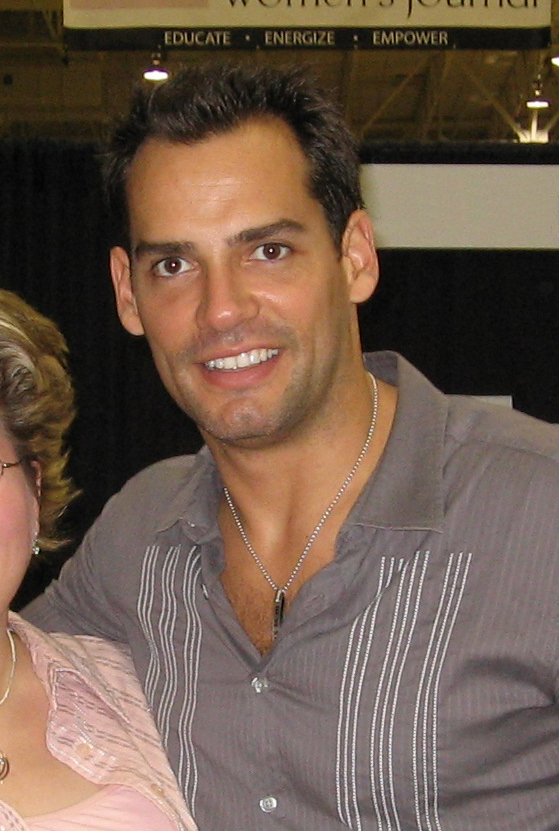
Cristián de la Fuente interpreta Ernesto Falta
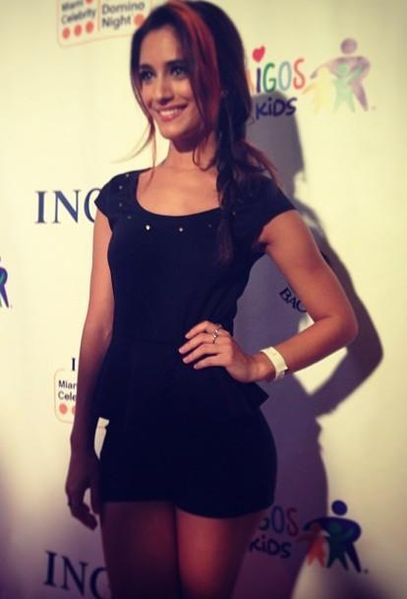
Sol Rodríguez interpreta Daniela Mercado

### Personaggi ricorrenti
- Pablo Diaz (stagioni 1-3), interpretato da Alex Fernandez, doppiato da Gerolamo Alchieri.
- Alejandro Rubio (stagioni 1-2), interpretato da Matt Cedeño, doppiato da Francesco Bulckaen.
- Odessa Burakov (stagioni 1-2), interpretata da Melinda Page Hamilton, doppiata da Franca D'Amato.
- Flora Hernandez (stagione 1), interpretata da Paula Garcés, doppiata da Chiara Gioncardi.
- Olivia Rice (stagioni 1 e 3), interpretata da Valerie Mahaffey, doppiata da Roberta Paladini.
- Ida Hayes (stagione 1), interpretata da Maria Howell, doppiata da Alessandra Cassioli.
- Philippe Delatour (stagione 1), interpretato da Stephen Collins, doppiato da Luca Biagini.
- Eddie Suarez (stagione 1), interpretato da Eddie Hassell, doppiato da Davide Perino.
- Alfred Pettigrove (stagione 1), interpretato da Dakin Matthews, doppiato da Carlo Valli.
- Scott (stagione 1), interpretato da Peter Porte, doppiato da Marco Vivio.
- Miguel Falta (stagioni 1-4), interpretato da Octavio Westwood (stagioni 1-2) e Alejandro Vera (stagioni 3-4), doppiato da Riccardo Suarez.
- Dahlia Deering (stagione 2), interpretata da Susie Abromeit, doppiata da Daniela Calò.
- Tanya Taseltof (stagione 2), interpretata da Tricia O'Kelley, doppiata da Laura Cosenza.
- Javier Mendoza (stagioni 2-3), interpretato da Ivan Hernandez, doppiato da Angelo Maggi.
- Didi Miller (stagione 2), interpretata da Tiffany Hines, doppiata da Domitilla D'Amico.
- Lucinda Miller (stagione 2), interpretata da Kimberly Hebert Gregory, doppiata da Antonella Giannini.
- Reggie Miller (stagione 2), interpretato da Reggie Austin, doppiato da Alessandro Budroni.
- Kenneth Miller (stagione 2), interpretato da Willie C. Carpenter, doppiato da Vittorio Di Prima.
- Ty McKay (stagione 2), interpretato da Gideon Glick, doppiato da Flavio Aquilone.
- Velma Mudge (stagione 2), interpretata da June Squibb, doppiata da Lorenza Biella.
- Rick Dresden (stagioni 2-4), interpretato da Deke Anderson, doppiato da Sergio Lucchetti.
- Gail Fleming (stagioni 3-4), interpretata da Julie Claire, doppiata da Francesca Fiorentini.
- Katy Stappord (stagione 3), interpretata da Grecia Merino, doppiata da Vittoria Bartolomei.
- Blanca Alvarez (stagione 3), interpretata da Naya Rivera, doppiata da Valeria Vidali.
- Reina (stagione 3), interpretata da Justina Machado, doppiata da Laura Lenghi.
- Christopher Neff (stagione 3), interpretato da John O'Hurley, doppiato da Leslie La Penna.
- Jacklyn Dussault (stagione 3), interpretata da Michelle Hurd, doppiata da Emanuela Rossi.
- Doug (stagioni 3-4), interpretato da Travis Quentin Young, doppiato da David Chevalier.
- Joy (stagione 3), interpretata da Joy Osmanski, doppiata da Emanuela Damasio.
- Deion (stagione 3), interpretato da Issac Ryan Brown.
- Tucker Westmore (stagioni 1-2, 4), interpretato da Carter Birchwell (stagione 4).
- Peter Hudson (stagione 4), interpretato da James Denton, doppiato da Fabrizio Pucci.
- Kyle (stagione 4), interpretato da Ryan McPartlin, doppiato da Massimiliano Manfredi.
- Frances (stagione 4), interpretata da Stephanie Faracy, doppiata da Aurora Cancian.
- Benjamin Pacheco (stagione 4), interpretato da Carlos Ponce, doppiato da Francesco Prando.
- Shannon Greene (stagione 4), interpretata da Katherine LaNasa, doppiata da Emanuela Rossi.
- Josefina Mercado (stagione 4), interpretata da Elizabeth Rodriguez, doppiata da Claudia Razzi.
- Fabian (stagione 4), interpretato da Christopher Hanke, doppiato da Massimo Corizza.
- James Hamilton (stagione 4), interpretato da Sean Blakemore, doppiato da Luca Ward.
- Cannella (stagione 4), interpretata da Maria Del Mar Legarda, doppiata da Micaela Incitti.
- Detective Shaw (stagione 4), interpretata da April Parker Jones, doppiata da Emanuela Baroni.
- Faccia da Killer (stagione 4), interpretato da Owen Harn, doppiato da Gianluca Tusco.
- Hugh Metzger (stagione 4), interpretato da Sam McMurray, doppiato da Dario Penne.
- Fiona Gladhart (stagione 4), interpretata da Kate Beahan, doppiata da Franca D'Amato.
- Lori (stagione 4), interpretata da Sharon Lawrence, doppiata da Alessandra Korompay.

#### Guest star
- Eva Longoria (stagione 4), doppiata da Ilaria Stagni.

## Misteri
Ogni stagione presenta un mistero legato ad un personaggio.
| Stagione | Mistero                       | Soluzione del mistero |
| -------- | ----------------------------- | --- |
| 1        | L'omicidio di Flora Hernandez | Flora viene uccisa all'inizio della stagione. Col tempo si scoprirà che il mistero è nato con la passione sessuale del capo di Flora, Adrian Powell, che aveva una schiera di prostitute che "regalava" per una notte ai suoi amici, registrando e guardando dal vivo la scena. Tra i clienti ci fu Philippe Delatour, marito di Geneveive, che ricevette un no alla sua proposta da parte di Flora, poiché quest'ultima frequentava il figlio di Philippe, Remi, per vendicarsi Philippe la violentò e in seguito la uccise per farla tacere. Alla fine Adrian uccide Philippe, poiché era innamorato della vittima. |
| 2        | Il segreto di Nick Deering    | È il nuovo compagno di Marisol, alla quale chiede di sposarlo, ma col tempo la protagonista sospetta che lui nasconda qualcosa. Alla fine scoprirà che tempo prima lui investí per sbaglio il figlio dei Powell, Barrett, per poi scappare. La domestica di Nick, Opal, che aveva iniziato una relazione con la moglie del suo capo, strinse un accordo con lui, non avrebbe detto niente se avessero potuto rimanere lì con suo figlio Ethan. In seguito, durante un litigio, Opal uccise Dahlia, la moglie di Nick, fingendo un suicidio. Da lì il rapporto tra Nick e Opal divenne un obbligo per evitare che uno dicesse il segreto dell'altro. Con le indagini di Marisol, i risultati furono che Opal si suicidò, dopo aver cercato di uccidere Nick. Poi Nick, sotto convinzione di Marisol confessa tutto ai Powell per poi confessare alla polizia. |
| 3        | Il delitto dagli Stappord     | Taylor e Micheal tornano dal loro viaggio, con una bambina, Katy. Col tempo si scoprirà che Katy è stata portata negli USA illegalmente. Durante il mistero si scoprirà che un uomo, Louie Becker è stato ucciso e poi fatto a pezzi, poi i pezzi sono stati sparsi per i giardini del quartiere. In seguito Blanca, la cameriera degli Stappord, dopo aver scoperto delle cose sul mistero, viene uccisa e viene finto il suo suicidio. Alla fine il mistero si conclude con la fuga di Taylor e Katy per scappare dagli uomini di un cartello della droga che vogliono uccidere Katy, lo svelamento del colpevole, ovvero Sebastien, il fidanzato di Carmen, che ha avuto una relazione con Taylor, che è stata scoperta da Louie Becker, assunto da Micheal. In un momento di rabbia, Sebastien uccide Louie, per liberarsi del corpo decide di farlo a pezzi e li lascia in giro per il quartiere. In seguito Sebastien prende in ostaggio a casa dei Powell Marisol, Carmen, Adrian, Evelyn e Micheal. Durante un litigio, Sebastien uccide Micheal con un colpo di pistola e poi apre la valvola del gas per poi scappare e far esplodere la casa, ma con uno stratagemma Marisol riesce a stenderlo, all'arrivo della polizia sono tutti fuori dalla casa, tranne Adrian e Sebastien, quest'ultimo comincia ad uscire per andare dalla polizia, ma urta un generatore elettrico che causa l'esplosione della casa. Nell'esplosione Sebastien morirà e Adrian rimarrà paraplegico temporaneamente.                                                                                  |
| 4        | Omicidio Westmore             | Dopo una serata terminata con una lite furibonda tra Peri e Spence, Peri viene trovata morta, e Spence viene accusato dell'omicidio. Successivamente, si scopre che l'uomo che Peri ha spacciato come suo sponsor, Ben, è in realtà uno sconosciuto per Spence. In realtà Ben, esattamente come Peri, faceva parte di una setta, capeggiata da Frances, la madre di Kyle, il fidanzato di Zoila. Rosie, aiutata da Jesse, inizia così ad indagare sull'assassino di Peri, per scagionare Spence. Nel frattempo, Ben viene ucciso da Frances per non aver seguito adeguatamente gli ordini da lei imposti. Poi, dopo aver scoperto che Zoila sa del Cerchio (la setta), Frances e Kyle scappano, non tornando più. In seguito, si scoprirà che anche Hugh Metzger, il regista del film di Marisol, aveva legami con la setta, e tempo prima aveva drogato e stuprato sia Peri che Genevieve, e anche altre donne. Rosie, Carmen e Daniela scoprono tutto e decidono di far confessare Hugh, ma lui nega di aver commesso l'omicidio. Successivamente, Kyle spedisce a Zoila una chiavetta con delle confessioni di Peri. Grazie a questa, si scopre che non è stato Hugh ad uccidere Peri, ma sua figlia per proteggerlo, poiché Peri aveva deciso di denunciare Metzger dopo averlo sorpreso con una donna svenuta, e, capendo di non essere stata l'unica, aveva deciso di mettere fine a tutto questo. Alla fine viene fuori che la figlia di Hugh è Gail Fleming, e la sua confessione viene estorta da Rosie, Carmen e Marisol, che riescono a farla arrestare e a scagionare Spence. |

## Produzione

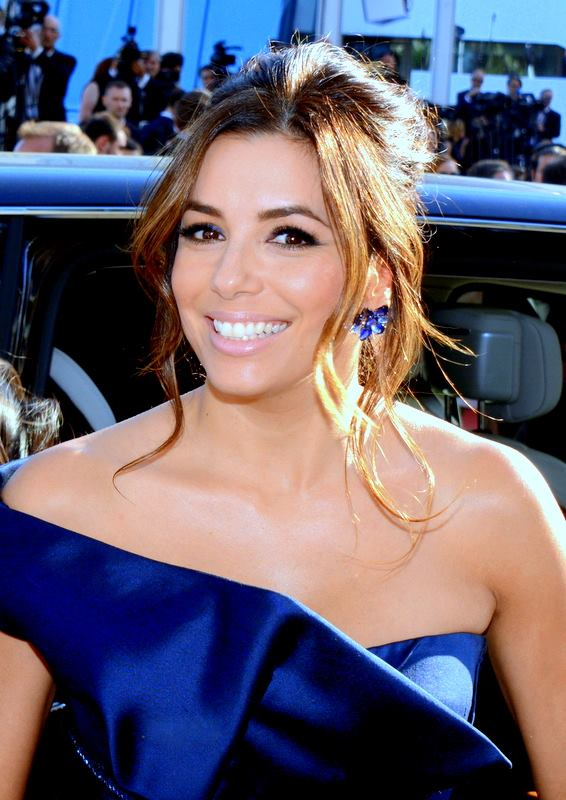
Eva Longoria, produttrice della serie e guest star nella quarta stagione

Originariamente sviluppata per il network ABC, l'episodio pilota è basato sulla serie messicana Ellas son la Alegría del Hogar. Le protagoniste sono interpretate dalle attrici Ana Ortiz, Dania Ramírez, Roselyn Sánchez, Judy Reyes ed Edy Ganem nel ruolo di domestiche; altri personaggi principali sono interpretati da Susan Lucci, Drew Van Acker, Rebecca Wisocky, Tom Irwin, Mariana Klaveno, Grant Show, Brianna Brown e Brett Cullen.
Marc Cherry ha scritturato alcuni attori che avevano già lavorato con lui: Roselyn Sánchez, che qui interpreta Carmen Luna, è già apparsa nell'ultimo episodio di Desperate Housewives, nel ruolo di nuova giardiniera dei Solis. Altri attori apparsi in Devious Maids che hanno già lavorato con Cherry in Desperate Housewives sono: Rebecca Wisocky (madre di Bree Van de Kamp) che qui interpreta Evelyn Powell, Melinda Page Hamilton (nei panni della Suor Mary Bernard, che provoca una rissa in chiesa con Gabrielle Solis) qui interpreta Odessa, Valerie Mahaffey (prima moglie di Orson Hodge) che interpreta Olivia, Matt Cedeño (Umberto Roswell, l'ex marito di Edie Britt) che interpreta Alejandro Rubio, Andrea Parker (interesse amoroso di Tom Scavo nell'ultima stagione) che interpreta la giornalista Brenda Colfax nel primo episodio, Richard Burgi (Karl, ex marito di Susan Mayer) che in un solo episodio interpreta il fratello di Genevieve Delatour (Susan Lucci), James Denton (Mike Delfino) nel ruolo di Peter Hudson, e tanti altri.

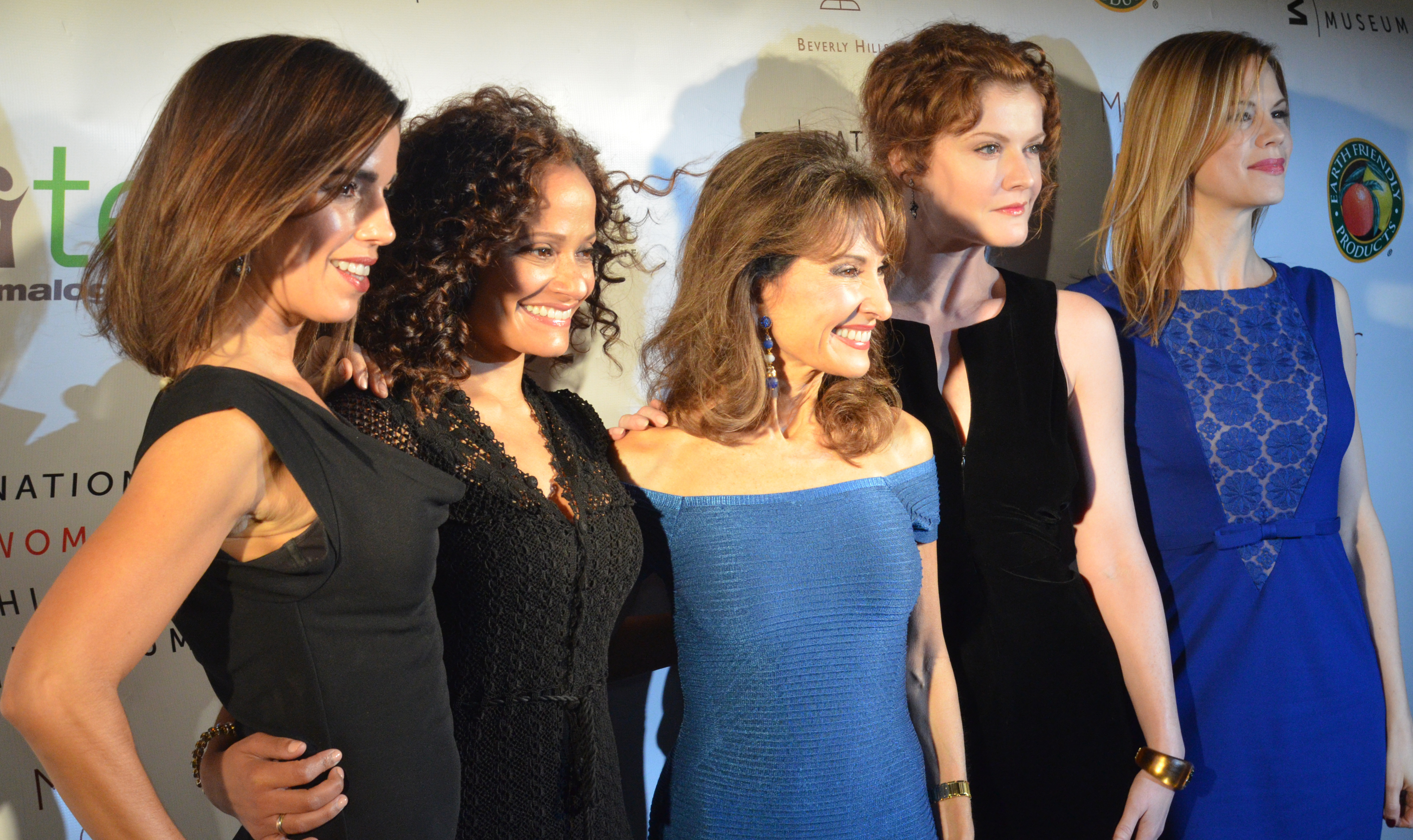
Parte del cast

Il 30 settembre 2013 il primo episodio della serie è stato proiettato in anteprima al Roma Fiction Fest, ospiti in sala due delle protagoniste: Roselyn Sánchez ed Edy Ganem.
Il 13 agosto 2013, dopo aver registrato buoni ascolti, Devious Maids è stato ufficialmente rinnovato per una seconda stagione, composta da 13 episodi, che è andata in onda negli Stati Uniti, su Lifetime, dal 20 aprile al 13 luglio 2014. In Italia invece, è andata in onda dal 12 gennaio al 30 marzo 2015, su Comedy Central.
Tra i personaggi principali della prima stagione, gli unici che non appaiono nella seconda sono Brett Cullen, Wolè Parks e Valerie Mahaffey, mentre Brianna Brown appare in un solo episodio, ma torna come personaggio regolare nella terza stagione, insieme a Brett Cullen. Anche Valerie Mahaffey torna nella terza, ma non tra i personaggi principali.
Il 26 settembre 2014 viene annunciato che Devious Maids è stato rinnovato per una terza stagione. Le riprese dei tredici episodi sono iniziate il 18 febbraio 2015, e le puntate, in America, sono state trasmesse dal 1º giugno al 24 agosto 2015, e dal 6 ottobre in Italia. Il 24 settembre 2015 viene rinnovato per una quarta stagione, composta da 10 episodi. Le riprese sono iniziate il 14 gennaio 2016 e terminate il 28 aprile. La stagione è stata trasmessa dal 6 giugno 2016 in America, e l'ultimo episodio è stato trasmesso l'8 agosto 2016. Il 1 settembre 2016, viene annunciato che la quarta stagione sarebbe stata l'ultima. L'ultima stagione è iniziata in Italia a novembre, sempre su Comedy Central, ed è finita il 22 gennaio 2017.
In chiaro, è andato in onda per la prima volta, il 12 settembre 2016 su Rai 4.

## Casting
Dania Ramírez è stata la prima ad essere scelta per interpretare una delle protagoniste, due giorni dopo Ana Ortiz si è unita al cast e successivamente anche Roselyn Sánchez e Judy Reyes.
Il mese successivo Edy Ganem è stata scelta per interpretare l'ultima delle cinque domestiche protagoniste, dopodiché sono stati scelti tutti gli altri personaggi principali e ricorrenti.
Eva Longoria è stata annunciata come produttrice esecutiva e come possibile guest star in una delle successive stagioni di Devious Maids.
Dopo che il pilot della serie è stato rifiutato dalla ABC ma comprato da Lifetime, alcuni attori hanno sostituito altri, cambiando completamente la storia del personaggio interpretato da Roselyn Sánchez: Wolé Parks è stato aggiunto al cast insieme a Melinda Page Hamilton e Matt Cedeño.
Il 4 febbraio 2015 viene annunciata la presenza di Naya Rivera nel cast della terza stagione, nel ruolo di Blanca, una nuova domestica.
A gennaio 2016 viene annunciata la presenza, nella quarta stagione, di James Denton, nel ruolo di Peter, e della produttrice della serie Eva Longoria, nel ruolo di se stessa. Qualche giorno dopo, viene annunciata anche la presenza ricorrente dell'attrice e cantante argentina Sol Rodríguez, nel ruolo di Daniela, e di Stephanie Faracy e Ryan McPartlin, nei ruoli di Frances e Kyle, una madre e un figlio molto legati tra loro.

## Riprese
La serie è ambientata a Beverly Hills, ma in realtà, le riprese si sono svolte soprattutto ad Atlanta, in Georgia.
- La villa dei Powell si trova al 490 West Paces Ferry ad Atlanta, ed è una delle più costose della città.
- La villa di Genevieve Delatour si trova al 4455 Harris Trail Northwest, ad Atlanta.
- La casa degli Stappord (nella seconda stagione di Spence Westmore, e nella quarta di Fiona Gladhart), si trova all'818 N Roxbury Dr di Beverly Hills.

## Premi e riconoscimenti
Nel 2014, Ana Ortiz, Dania Ramírez, Roselyn Sánchez, Judy Reyes ed Edy Ganem, sono state candidate agli Imagen Awards, nella categoria Migliore attrice/Televisione, e la vincitrice è stata Ana Ortiz.
Nel 2015, Devious Maids è stata candidata ai NAMIC Vision Awards, nella categoria Commedia, ed ha vinto. La serie ha ricevuto una nomination anche ai Prism Awards, con l'episodio Addii. Successivamente la serie è stata candidata ai People's Choice Awards 2016.
Nel 2016, Judy Reyes e Dania Ramírez vengono candidate ai Vision Awards nella categoria Miglior performance in una commedia, con la vittoria di quest'ultima.